# 力 (航空機)
日本小型 力
- 用途：練習用グライダー
- 設計者：宮原旭
- 製造者：日本小型飛行機
- 運用者：大日本帝国海軍
- 生産数：約11機
- 運用状況：退役

力（ちから）は、大日本帝国海軍の練習用滑空機（軍用グライダー）。機体製造は日本小型飛行機（日本小型）による。日本小型社内では「K-12」とも呼ばれた。

## 経緯
特殊輸送機（MXY5）の乗員訓練を目的として海軍航空技術廠（空技廠）が計画した機体。試作は1941年（昭和16年）9月に日本小型に命じられ、機体の設計は同社の宮原旭技師が担当している。試作機は3機が1941年11月中旬に完成し、霞ヶ浦飛行場で研究審査を受け良好な成績を見せた。なお、「力」という名称は日本小型側によって開発中に命名されたもので、当初は仮称だったがのちに正式なものとして扱われるようになっている。
MXY5が試作のみに終わったため、力も一時生産中止になりかけたが、MXY5の代わりに運用されることになった四式特殊輸送機用の練習機として富士滑空機などで約5機が生産され、霞ヶ浦海軍航空隊の石岡分遣隊（のち同第3飛行隊）で運用された。また、これとは別に日本小型でも秋水の乗員訓練用として生産が開始されたが、太平洋戦争の終戦を受けて3機が完成した時点で生産は打ち切られた。
また、桜花の乗員用の練習機として、力に小型火薬ロケットエンジンを搭載した練習用特攻機「若桜」も試作されたが、生産は行われずに終戦を迎えている。なお、若桜自体が爆装して特攻に用いられる予定だったとする説もある。

## 設計
力は特に高速度曳航訓練を重視するとともに、無制限曲技飛行が可能な機体となっており、また、当時の無制限曲技機としては珍しくタンデム複座の操縦席を採用している。機体構造は木製骨組みに合板整形羽布張りで、飛行特性をMXY5のものに近づけるため、主翼の翼断面型やアスペクト比がMXY5に近似したものになっているほか、曲技飛行のためのカンバーチェンジ・フラップを主翼に装備している。また、操縦席周辺の機首部の構造を堅牢にする反面、胴体後部には不時着時に破壊されることを前提とした「当然破壊箇所」が設けられている。降着装置は半埋め込み式の単車輪と鼻橇。曳航機には九三式中間練習機や九七式艦上攻撃機が用いられており、九七式艦攻を用いた場合は1機で力2機の曳航が可能だった。

## 諸元
- 全長：8.8 m
- 全幅：11.25 m
- 翼面積：18.0 m2
- 自重：326 kg
- 全備重量：516 kg
- 最良滑空速度：100 km/h
- 乗員：2名